# Mitja Ribičič
Mitja Ribičič (ilegalni imeni Ščuka, od 1942 Ciril), slovenski partizan, komunist in politik, * 19. maj 1919, Trst, Italija † 28. november 2013, Ljubljana, Slovenija.

## Življenje in kariera
Rodil se je v Trstu, v družini slovenskega mladinskega pisatelja Josipa Ribičiča, ki je v času fašizma morala zbežati v Jugoslavijo.
Gimnazijo je končal leta 1938 v Ljubljani ter študiral pravo na ljubljanski univerzi. V mladosti je bil član Sokola, 1940 je stopil v levičarski Slovenski klub in Doberdob.
Po kapitulaciji Jugoslavije je začel aktivno delati v OF, oktobra 1941 je postal član KPS, delal je v Centralni tehniki KPS, 1942 pa je vodil ljubljanske ilegalne tiskarne. Vsa njegova družina je bila hudo preganjana in po zaporih, mama in sestra sta bili mučeni in nato v zloglasnem ženskem zaporu pri Benetkah.
Junija 1942 je šel k partizanom na Štajerskem, kjer je prav tako organiziral ilegalne tiskarne. Konec leta 1942 je bil sekretar Moravško-litijskega okrožja, nato do junija 1943 politkomisar Kamniško-savinjskega odreda, od juija? 1943 komisar Šlandrove brigade, od septembra 1943 komisar IV. operativne cone, od marca do maja 1944 na partijskem tečaju CK KPS, nato pa komisar Koroške grupe odredov. Od novembra 1944 do aprila 1945 se je šolal na višji vojaški (politični?) šoli (akademiji Dzeržinskega?) v Moskvi.
Po osvoboditvi je delal v OZNA in UDV za Slovenijo kot pomočnik načelnika OZNE in od 1947 kot pomočnik notranjega ministra (sodeloval je pri pripravi insceniranih političnih procesov po stalinističnem vzoru), 1951–52 republiški javni tožilec, 1953 podsekretar, 1954–58 pa državni sekretar sekretariata za notranje zadeve LRS in član izvršnega sveta Ljudske skupščine LR Slovenije (1957–63). Od leta 1955 je bil tudi predsednik TVD Partizan.
Bil je član CK ZKS (od 1954), poslanec v republiški (1946–63) in zvezni skupščini (od 1963); od 1958 je bil član centralne revizijske komisije ZKJ in izvršnega komiteja (kasneje predsedstva) CK ZKS, od 1964 pa CK ZKJ ter 1967–69 član reorganiziranega izvršnega komiteja CK ZKJ. Ker Stane Kavčič ni hotel prevzeti funkcije predsednika zvezne vlade, je postal Ribičič namesto njega predsednik Zveznega izvršnega sveta (1969–1971) in se na tej funkciji sprl z njim zaradi kreditov za graditev avtocest (t. i. Cestna afera 1969); od 1969 je bil član Predsedstva ZKJ, član Predsedstva SFRJ (1971–74; zadnje leto tudi njegov podpredsednik), predsednik Republiške konference SZDL Slovenije (1973–82), ponovno član predsedstva (1982–86) in eno leto (1982/83) kot edini Slovenec predsednik predsedstva CK Zveze komunistov Jugoslavije, v tej vlogi je bil takrat (po položaju) tudi član Predsedstva SFRJ, ki je po Titovi smrti postalo pomembnejše od (predsedstva) CK ZKJ.
V partizanih se je ukvarjal s pisanjem pesmi in priredbami tujih (zlasti španskih) revolucionarnih pesmi (Na oknu glej obrazek bled, Ob tabornem ognju in druge), v starejših letih pa objavljal epigrame s politično tematiko. 
Bil je rezervni polkovnik, odlikovan s partizansko spomenico 1941, z redom partizanske zvezde II, redom bratstva in enotnosti I, redom zaslug za narod II in redom za hrabrost ter z redom junaka socialističnega dela (1979). 
Umrl je v Ljubljani leta 2013 v starosti 94 let in je pokopan na ljubljanskem Centralnem pokopališču Žale.
Njegov sin Ciril Ribičič je bil do izvolitve za sodnika Ustavnega sodišča politik in profesor ustavnega prava na ljubljanski Pravni fakulteti.

## Kršitve človekovih pravic
Več žrtev komunističnega političnega preganjanja in drugih prič je Ribičiča obtožilo brutalnega ravnanja v času, ko je služil kot oficir pri jugoslovanski tajni policiji UDBA, vključno z Angelo Vode in Ljubom Sircem. Leta 1970, ko je Ribičič kot vodja jugoslovanske vlade obiskal Združeno Kraljestvo, je takratni britanski državljan Sirc izvedel protest, v katerem je razkril slabo ravnanje, ki ga je Ribičič storil leta 1946.
Maja 2005 je Slovenska policija na državno tožilstvo zoper Ribičiča vložila ovadbo zaradi suma genocida. Dokaze o dejanjih Jugoslovanske armade proti vojnim ujetnikom in civilistom po koncu druge svetovne vojne je Vrhovno državno tožilstvo Republike Slovenije najprej proučevalo glede genocida in pozneje glede vojnega hudodelstva zoper civilno prebivalstvo. Tožilstvo je aprila 2006 Okrožnemu sodišču v Ljubljani na tej podlagi predlagalo odprtje primera, kar pa je sodišče zavrnilo zaradi načela neretroaktivnosti v kazenskem pravu in nezadostnih dokazov. Tožilstvo se je zoper to odločitev nato pritožilo na Višje sodišče, ki pa je primer prav tako zavrnilo zaradi pomanjkanja neposrednih dokazov, pri čemer tega ni natančno obrazložilo, ugotovilo pa je, da v takih okoliščinah osnovna načela humanega ravnanja prevladajo nad prepovedjo retroaktivnosti. Zgodovinar Jože Dežman, predsednik vladne komisije za obravnavo prikritih grobišč, je zavrnitev primera ocenil kot »skrajno nedostojno«.
Ovadbo je zoper Ribičiča zaradi suma genocida in vojnega hudodelstva na podlagi domnevnih novih dokazov oktobra 2013 vložil tudi publicist in raziskovalec povojnih pobojev Roman Leljak, vendar jo je tožilstvo decembra 2013 zavrnilo zaradi Ribičičeve smrti.

### v angleščini
- Balkan Update -  Slovenia brings WWII genocide charges Arhivirano 2011-07-08 na Wayback Machine.
- BBC - Man on Slovenia genocide charges